# La Granja de la Costera
La Granja de la Costera är en ort i Spanien.   Den ligger i provinsen Província de València och regionen Valencia, i den östra delen av landet, 300 km sydost om huvudstaden Madrid. La Granja de la Costera ligger 115 meter över havet och antalet invånare är 342.
Terrängen runt La Granja de la Costera är huvudsakligen kuperad, men den allra närmaste omgivningen är platt. Runt La Granja de la Costera är det tätbefolkat, med 369 invånare per kvadratkilometer. Närmaste större samhälle är Ontinyent, 19,9 km söder om La Granja de la Costera. Trakten runt La Granja de la Costera består till största delen av jordbruksmark.